# Елизабет Борхерс
Елизабет Борхерс (на немски: Elisabeth Borchers) е германска писателка (авторка на поезия, проза и книги за деца) и преводачка.

## Биография
Елизабет Борхерс израства в Хомберг, квартал на град Дуисбург, а през Втората световна война живее при дядо си в Елзас. От 1945 до 1943 г. работи като преводачка при Френските окупационни сили. От 1958 до 1960 г. пребивава в САЩ.
От 1960 до 1971 г. е редактор в издателство „Лухтерханд“. След това до 1998 г. е редактор в издателствата „Зуркамп“ и „Инзел“
Елизабет Борхерс е автор на стихосбирки и многобройни книги за деца. Превежда художествена литература от френски, напр. романа „Паулина 1880“ от Пиер Жан Жув.
Писателката е член на ПЕН клуба на Германия, Академията на науките и литературата в Майнц, Немската академия за език и литература в Дармщати на обществото Елзе Ласкер-Шюлер.
Елизабет Борхерс умира през 2013 г. на 87 години и е погребана във Франкфуртското централно гробище.

## Награди и отличия
- 1965: Funkerzählerpreis des Süddeutscher Rundfunk
- 1967: Literaturpreis des Kulturkreises im Bundesverband der Deutschen Industrie
- 1976: „Награда Розвита“ на град Бад Гандерсхайм
- 1976: „Немска награда за детско-юношеска литература“ mit Wilhelm Schlote
- 1986: „Награда Фридрих Хьолдерлин на град Бад Хомбург“
- 1996: Verdienstorden der Bundesrepublik Deutschland 1. Klasse
- 2012: „Награда Хорст Бинек за поезия“